# Hans Bradtke
Heinz Gietz (Berlín, 21 de julio de 1920 - Berlín, mayo de 1997) fue un compositor, productor musical, arreglista y compositor alemán. Junto con Kurt Feltz, Gietz formó uno de los equipos más exitosos de autores del éxito alemán de posguerra en Colonia. Recibió 30 Golden Records y escribió más de 40 partituras de películas.

## Biografía

### Educación
A partir de 1935 recibió clases de violín, a partir de 1937 también clases de piano. A partir de 1941, visitó al Dr. Conservatorio de Hoch en Frankfurt y obtuvo su primera experiencia con el jazz de Carlo Bohländer y Emil Mangelsdorff. Los jóvenes músicos de Frankfurt Bohländer y Mangelsdorff se formaron durante el período del nacionalsocialismo en 1941 con el clarinetista Charly Petri, el pianista o El bajista Hans Otto Jung y el batería Hans Podehl una banda de jazz, que Joachim-Ernst Berendt dijo que iba a formar "el núcleo del jazz de posguerra de Frankfurt" . En 1943, se ordenó a Gietz trabajar y reclutado en la Wehrmacht.
El 17 En mayo de 1945, los músicos del Sexteto Hotclub recibieron una licencia de la agencia de ocupación estadounidense, que permitía actuaciones públicas. En el conjunto, que todavía existía hasta 1948, Heinz Gietz (piano), el saxofonista tenor Werner Dies, los guitarristas Heinz Tischmann y Béla Martinelly, el bajista Steve Spiegel y el batería Willy "Bottle" Kühn tocaron en el período de posguerra. El sexteto tuvo apariciones principalmente en los clubes estadounidenses. A partir de 1948, el sexteto apareció en un elenco cambiado (con Bohländer, Dies, Gietz, Louis Freichel (vibraphone), Jung (bajo) y Horst Lippmann (batería).

#### Primeras composiciones
Con su primera composición, Gietz fue admitido en la STAGMA (precesora legal de GEMA) como miembro en 1946. Después de la reforma monetaria en 1948, trabajó a tiempo completo como compositor y arreglista para Hessischer Rundfunk. En 1949, el primer título se registró con una composición de Heinz Gietz (curvas nítidas), pero no se interpretó. Hizo su primer arreglo para el 11 Esto es lo que solo hacen las piernas de Dolores de Gerhard Wendland. El 18 de marzo de 1952, una de las primeras composiciones de Gietz fue creada para Gitta Lind bajo el título A Dream.[Le siguió el 2 de febrero de 1953 su composición Blumen für die Dame para Gitta Lind, su primer éxito.
Con el nuevo descubrimiento Caterina Valente, se hicieron las primeras grabaciones de prueba en Südwestfunk en Baden-Baden en 1953. En el mismo año, comenzó una larga y exitosa cooperación con el letrista y productor Kurt Feltz. Heinz Gietz compuso (junto con Feltz) y arregló el 29 de marzo de 1954 las primeras grabaciones discográficas para Caterina Valente en Colonia (O Mama, o Mama, o Mamajo; Estambul; Sí en Madrid y Barcelona con la orquesta Kurt Edelhagen). Bajo Gietz, "el Valente" se convirtió en una superestrella internacional.

## Películas musicales
El 14 de octubre de 1955 se estrenó la película Love, Dance and 1000 Schlager con los éxitos Casanova (Caterina Valente) y Eventual, Eventual (Peter Alexander y Caterina Valente). Esto siguió el 31 de enero de 1956 Bonjour Kathrin con los éxitos Ven un poco a Italia y va mejor, mejor, mejor (Peter Alexander, Caterina Valente y Silvio Francesco). Steig in the Dream Boat of Love (Club Indonesia), publicado en abril de 1956 (número uno en el exitoso desfile alemán), también proviene de la misma película. En el mismo año, las películas You are music (21 de septiembre de 1956) con la canción titular del mismo nombre y lo supe de inmediato, tanto interpretado por Caterina Valente, como el desfile musical (11 de octubre de 1956) con los éxitos Sé lo que te estás perdiendo (Peter Alexander) y En el puerto de nuestros sueños (Peter Alexander y Bibi Johns). En 1957, siguieron otros éxitos cinematográficos con Das haut hin (9 de julio de 1957) con los éxitos hago todo esto por amor y un poco más, cantado por Peter Alexander, así como The Simple Girl (23 de agosto de 1957) con los dos éxitos Tipitipitipso y tú nunca olvidaré, ambos cantados por Caterina Valente. Un año más tarde, se hizo la película Y por la noche en la Scala (22 de febrero de 1958), que contiene el mayor hoja perenne de Gietz Spiel una vez más para mí, Habanero (ya publicado en diciembre de 1957), cantado de nuevo por Caterina Valente.
Heinz Gietz se había asegurado de que el ex soldado estadounidense Bill Ramsey en la película Music in the Blood, que el 20 de diciembre de 1955 llegó a los cines, recibió un papel vocal. A finales de 1957, le preguntó a Ramsey si le gustaría grabar un disco. Gietz produjo canciones de humor con el jazzista Ramsey debido a la grabación jazzística Go, Man, Go con antecedentes gospel Ramsey solo pudo vender casi 35.000 copias en tres años, mientras que 500.000 de los Schlager Souvenirs.[El 29 de enero de 1959, la película llegó a los cines golpe a golpe con Peter Alexander.
Gietz continuó trabajando para grandes bandas alemanas y fue empleado principalmente por Kurt Edelhagen, para cuyos álbumes Kurt Edelhagen Presents (1957) y A Toast to the Bands (1959) arregló algunos títulos, así como el álbum completo A Toast to the Girls, que Edelhagen grabó en 1958 junto con Caterina Valente en Colonia.